# Dysdera cribrata
Dysdera cribrata este o specie de păianjeni din genul Dysdera, familia Dysderidae, descrisă de Simon în anul 1882.
Este endemică în Franța. Conform Catalogue of Life specia Dysdera cribrata nu are subspecii cunoscute.